# Kokane

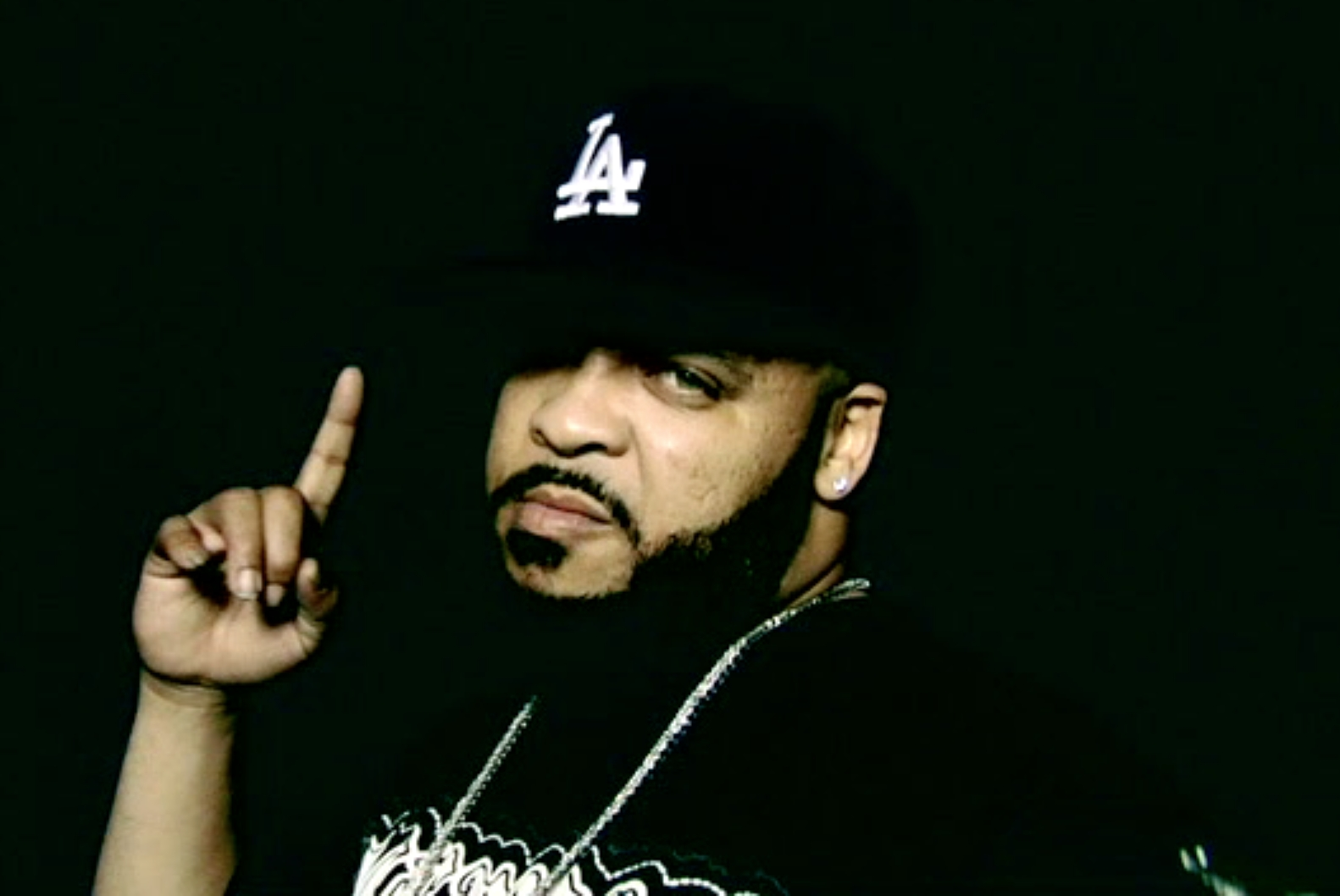
Kokane

Kokane (eigentlich Jerry Long, Jr.) ist ein US-amerikanischer P-Funk-Sänger, Rapper und Songwriter aus Kalifornien.

## Werdegang
Kokane, der Sohn des Motown-Komponisten Jerry Long, war bereits seit der Entstehung des Gangsta-Rap stark mit der Hip-Hop-Szene der US-amerikanischen Westküste verbunden. Folgerichtig unterschrieb er 1991 seinen ersten Vertrag bei Eazy-Es Label Ruthless Records. Dort schrieb er zunächst bei N.W.As Lied Appetite For Destruction mit und arbeitete an Above the Laws Album Black Mafia Life. Seine erste Solo-Single, Nickel Slick Nigga wurde auf dem Soundtrack von Jenseits der weißen Linie veröffentlicht, sowie auf seinem – ebenfalls noch 1991 erschienenen – Debütalbum Who Am I?. 1994 folgte sein zweites Album Funk Upon A Rhyme, das sich jedoch nicht zu seiner Zufriedenheit verkaufte (obwohl es mit Platz 54 als Spitzenposition in den US-amerikanischen Top R&B/Hip-Hop Albums-Charts des Billboard-Magazins sein erfolgreichstes war). Davon frustriert nahm er sich eine fünfjährige Auszeit vom Musikgeschäft, die nur von gelegentlichen Kurzgastauftritten auf Werken anderer Künstler unterbrochen wurde. 1999 kam er jedoch mit seinem dritten Album They Call Me Mr. Kane (jetzt auf Eureka Records) zurück, das aber ebenfalls keine große Aufmerksamkeit erlangen konnte. Diese kam dann jedoch, als er einen Auftritt auf Dr. Dres überaus erfolgreichem Album 2001 hatte. Dieser führte dazu, dass er von Snoop Dogg für dessen Label Dogghouse Records unter Vertrag genommen wurde und er auf Snoop Doggs Album Tha Last Meal bei 8 von 19 Liedern mitwirkte, meistens als Sänger des Refrains. 2005 und 2006 folgten dann zwei weitere Alben, Mr. Kane, Pt. 2 und Back 2 Tha Clap, sowie dazwischen, ebenfalls 2006, das Album The Hood Mob, das er zusammen mit Cricet und Contraband aufnahm.

## Diskografie

### Alben
- 1991: Who Am I?
- 1994: Funk Upon a Rhyme
- 1999: They Call Me Mr. Kane
- 2005: Mr. Kane, Pt. 2
- 2006: The Hood Mob (mit Cricet und Contraband)
- 2006: Back 2 Tha Clap
- 2006: Pain Killer'z
- 2008: Raine n Lane n Kokane - The Album (mit Raine und Lane)
- 2010: Gimme All Mine
- 2011: The Legend Continues
- 2012: Dr. Kokastien
- 2012: The New Frontier (mit Traffik)

### Singles
- 1991: Nickel Slick Nigga
- 2010: Twilight Zone
- 2014: First Time featuring Ben Milla & OG Cuicide